# سونی اریکسون دبلیو۸۱۰
سونی اریکسون دبلیو ۸۱۰ (به انگلیسی: Sony Ericsson W810) یک نمونه از گوشی‌های تلفن همراه سری دبلیو/واکمن (به انگلیسی: walkman/W) شرکت سونی اریکسون می‌باشد که توسط همین شرکت به بازار عرضه شده‌است.
این گوشی موبایل از بهترین گوشی‌های سونی اریکسون است که معروف به سیاه پوش آوازخوان می‌باشد. این مدل یک مدل بعد از مدل w800 می‌باشد. این موبایل به صورت پیشفرض یک تم واکمن دارد و داری چهار تم دیگر هم می‌باشد. این موبایل دارای دو مدل زبان انگلیسی و زبان فارسی است.  این موبایل دوربین سلفی ندارد اما دارای یک آینه نارنجی در کنار دوربین اصلی برای سلفی است. این موبایل دارای یک ارگانیزر (ترتیب دهنده) می‌باشد. این گوشی دارای یک فلش قوی می‌باشد. محتویات درون جعبه شامل شارژر، سی دی، کابل انتقال usb، باتری، دفترچه راهنما، هندزفری و کارت حافظه می‌باشد. این موبایل دوربین ۲ مگاپیکسل دارد اما به قدری خوب است که اندازه دوربین ۱۲ مگاپیکسلی می‌باشد. دوربین این موبایل دارای افکت‌های مختلف و حالت‌های مختلف مانند ماکرو و… می‌باشد. این موبایل دارای بلندگویی بسیار قوی می‌باشد و شما با استفاده از اکولایزر می‌توانید میزان صدا را قوی تر کنید. این موبایل دارای برنامه واکمن می‌باشد که برنامه ای بسیار عالی برای موسیقی است. در سمت چپ این گوشی یک دکمه دارد که شما می‌توانید با فشردن آن موسیقی را از آخرین ترک پخش شده گوش کنید. این موبایل دارای دو برنامه ساخت ملودی می‌باشد. این گوشی دارای دو بازی می‌باشد. البته شما می‌توانید با استفاده از اینترنت گوشی یا از طریق لپتاپ و کامپیوتر و… برنامه‌های مختلفی برای سیستم عامل این گوشی یعنی جاوا دانلود کنید. این موبایل دارای یک موتور جستجو گر می‌باشد. این موبایل دارای حالت فعالیت مود (حالت هواپیما) می‌باشد تا حتی در سفر یا سفر با هواپیما هم بتوانید از موبایل استفاده کنید یا ویدیو ببینید یا موسیقی گوش دهید.

## طراحی
تا حدی شبیه به K750 و W800 است، اما با کمی تغییرات زیاد که مهم ترین آن نبود جوی استیک چرخشی روی آن است که از زمان T68i در اکثر موبایل های سونی اریکسون دیده می شود. در این موبایل از پد جهت دار (جوی استیک عادی) برای بهبود سهولت هنگام گوش دادن به موسیقی و عمر طولانی صفحه کلید طراحی شده است. زیرا جوی استیک چرخشی در برخی موبایل به خصوص K700 به دلیل جذب گرد و غبار زود از کار می افتد. رنگ های موبایل سفید و مشکی است. پوشش لنز دوربین کشویی نیز  حذف است.

## بازی ها
- Johnny Crash Does Texas
- QuadraPop